# Hannah Kent
Hannah Kent, née en 1985 à Adélaïde en Australie est une écrivaine australienne.

## Biographie
Kent est née en 1985 et a grandi à Adelaide Hills dans l'État d'Australie-Méridionale,.
Elle a un doctorat d'écriture créative de l'Université Flinders.

## Œuvres

### Romans
- Burial Rites (2013),  (ISBN 9781742612829). Traduit en français sous le titre A la grâce des hommes par Karine Reignier-Guerre. Paris : Presses de la cité, 2014. (ISBN 978-2-258-10450-1).
- The Good People (2016),  (ISBN 9781743534908). Traduit en français sous le titre Dans la vallée par Karine Reignier-Guerre. Paris : Presses de la cité, 2018. (ISBN 978-2-258-15058-4).
- Devotion (2021),  (ISBN 9781509863914). Traduit en français sous le titre Incandescentes par Sarah Tardy. Paris : Presses de la cité, 2024. (ISBN 978-2-258-20496-6).

### Scenario
- 2023 : Run rabbit run de Daina Reid

## Récompenses
- Lauréate du Australian Book Industry Awards Literary Fiction Book of the Year 2014 pour Burial Rites[3].